# Muzeum Miasta Gdyni
Muzeum Miasta Gdyni – muzeum miejskie utworzone w 1983 w Gdyni, samorządowa instytucja kultury; dokumentuje historię Gdyni; od 2020 dyrektorem muzeum jest Karin Moder.

## Historia

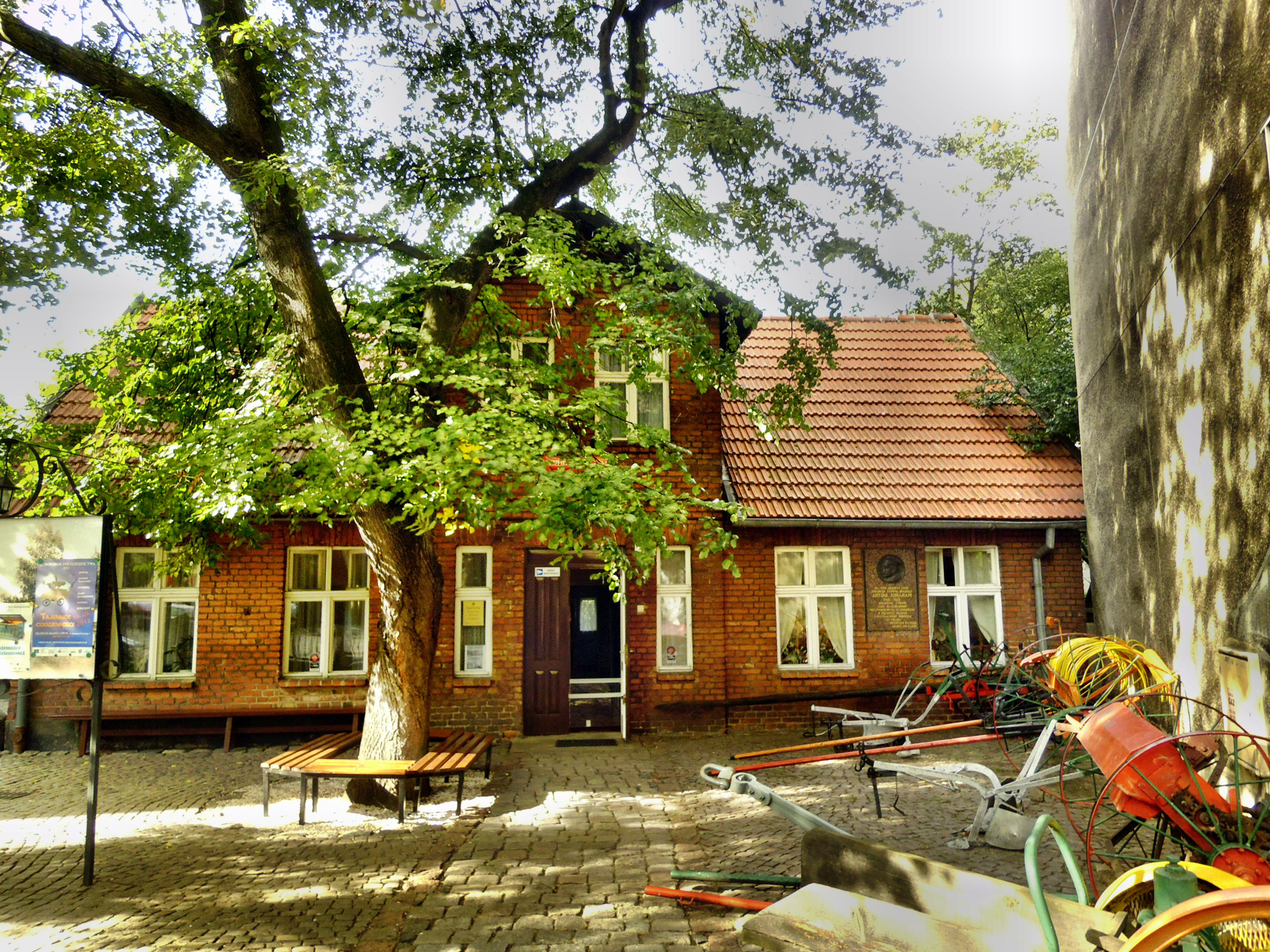
Domek Abrahama

Logo muzeum

Zaczątkiem muzeum był utworzony w 1968 r. w Miejskiej Bibliotece Publicznej, Dział Dokumentacji Historii Miasta, kierowany przez Macieja Rdesińskiego. Siedzibą Działu był budynek przy ul. Starowiejskiej 30, datujący swoje istnienie od początku XX w., będący zarazem jednym z obiektów typowych dla zabudowy wiejskiej tego okresu. Prowadzona przez Macieja Rdesińskiego działalność w zakresie gromadzenia zbiorów, przy wsparciu grona pasjonatów projektu utworzenia muzeum, przyczyniła się do stworzenia poważnego zasobu materiałów, dokumentujących historię miasta i życie jego mieszkańców. Zbiory i obsada personalna stały się bazą wyjściową utworzonego z dniem 1 stycznia 1983 roku Muzeum Miasta Gdyni. W sensie formalno-prawnym powstała państwowa instytucja kultury podległa Ministerstwu Kultury i Sztuki, której kształt organizacyjny ewoluował na przestrzeni minionych trzydziestu lat stosownie do zmieniającego się ustroju polityczno-administracyjnego państwa oraz zmieniających się regulacji. Obecnie jest ona samorządową instytucją kultury posiadającą osobowość prawną, finansowaną z budżetu miasta. Siedzibą Muzeum Miasta Gdyni stał się tzw. Domek Abrahama przy ul. Starowiejskiej 30, natomiast działalność merytoryczno-wystawiennicza realizowana była w Pawilonie Wystawowym przy ul. Waszyngtona 21. Docelowe budynki Muzeum miały zostać wybudowane na Kamiennej Górze, przy ul. Korzeniowskiego 9 i 12. Zmieniające się koncepcje i plany odnośnie do przyszłej lokalizacji siedziby stałej spowodowały, że projekt ten nie został zrealizowany. Finalnie zdecydowano o budowie nowoczesnego gmachu w atrakcyjnym pod względem turystycznym miejscu przy ul. Zawiszy Czarnego. Na mocy porozumienia władz miasta z dowództwem Marynarki Wojennej RP budynek miał pomieścić Muzeum Miasta Gdyni oraz Muzeum Marynarki Wojennej, dwa odrębne i niezależne od siebie podmioty prawno-instytucjonalne. Zadaniem zespołu merytorycznego muzeum, na czas realizacji tej inwestycji była aktywność w sferze wystawienniczej w Sali Wystawowej w Centrum Gemini, którą dzierżawiono w latach 2001–2007 oraz w innych miejscach w przestrzeni publicznej miasta. Moment przejęcia nowej siedziby i przygotowania do otwarcia Muzeum stały się sprawdzianem sprawności organizacyjnej i dojrzałości merytorycznej zespołu pracowniczego Muzeum. 

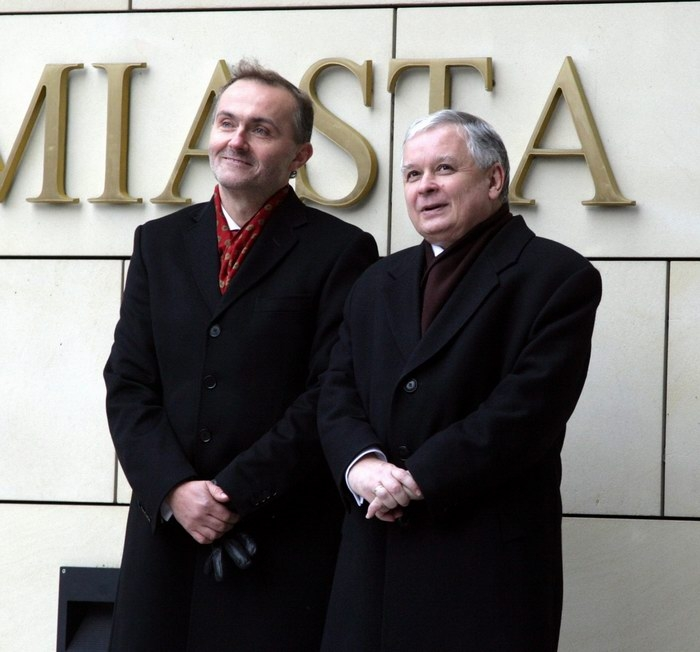
Wojciech Szczurek i Lech Kaczyński otwierają Muzeum Miasta Gdyni, 16 listopada 2007

Uroczyste otwarcie z udziałem prezydenta RP prof. Lecha Kaczyńskiego nastąpiło w listopadzie 2007 i związane było z udostępnieniem zwiedzającym zrealizowanej po raz pierwszy w historii Muzeum długoterminowej, ekspozycji obrazującej kompleksowo historię miasta, z zaakcentowaniem okresu międzywojennego. Bez większej przesady można przyjąć, że trzydziestoletnie dzieje siedziby Muzeum Miasta Gdyni są swoistą parabolą losów tej instytucji. Od jej dziecięcego okresu związanego z Domkiem Abrahama przy ul. Starowiejskiej 30 i obiektem przy ul. Waszyngtona 21, poprzez dorastanie i dojrzewanie w trudnych latach dziewięćdziesiątych i na początku nowego stulecia w tymczasowej siedzibie przy ul. Chrzanowskiego 14, po wejście w dojrzałość w docelowej siedzibie przy ul. Zawiszy Czarnego 1. Jest ona dzięki nowoczesnej, na miarę nowych wyzwań cywilizacyjnych i oczekiwań społecznych architekturze, gmachem charakterystycznym, dostosowanym do klimatu miejsca i tradycji urbanistycznych miasta. Przebyta droga to również rozwój ilościowy i jakościowy zespołu merytorycznego i administracyjno-technicznego oraz form organizacji pracy. Stanowi on o wartości placówki, jest tym niezbędnym kapitałem ludzkim, w którego inwestowanie przynosi największe efekty. Świadomość tego towarzyszyła dyrekcji Muzeum przez cały okres jego istnienia.
W 2017 roku muzeum odwiedziły 44 582 osoby.

## Cel
Celem Muzeum jest dokumentowanie i popularyzacja informacji o historii i współczesności Gdyni, ze szczególnym uwzględnieniem znaczenia ośrodka miejsko-portowego w okresie II Rzeczypospolitej. W ramach swojej działalności Muzeum bada i pokazuje nowoczesność miasta. Istotną część działalności Muzeum zajmuje badanie i promowanie dizajnu, architektury i sztuki.
Muzeum obejmuje swoją tematyką:
– miasto i przestrzeń miejską;
– architekturę;
– modernizm;
– dizajn;
– urbanistykę;
– edukację architektoniczną;
– historię Gdyni;
– dzieje regionu;
– dziedzictwo Morza Bałtyckiego.

## Zbiory
Zbiory zgromadzone przez Muzeum Miasta Gdyni odzwierciedlają zażyłą relację między Gdynią a morzem. Duża część eksponatów obrazuje wpływ żywiołu na życie poszczególnej jednostki, miasta, regionu, a wreszcie całego kraju. Stanowią świadectwo powstania portu i przemiany wsi w nowoczesne miasto. Dają możliwość wglądu w takie aspekty życia społecznego, jak kultura, sport, oświata – ze szczególnym uwzględnieniem dwudziestolecia międzywojennego, czyli okresu najbardziej intensywnego rozwoju miasta. Ilość zbiorów Muzeum Miasta Gdyni nieprzerwanie rośnie. Obecnie zbiory historyczne i artystyczne liczą łącznie ponad 63 tys. obiektów. Są to dokumenty życia społecznego, przedmioty kultury materialnej, mapy, plany, plakaty, fotografie, negatywy, pocztówki, obrazy, grafiki, rzeźby, medale i tkaniny artystyczne. Zaś księgozbiór naukowy to ponad 11 tys. woluminów.

Bardzo poważne zwiększenie się ilości zgromadzonych obiektów od chwili powstania Muzeum jest miarą życzliwości społeczności lokalnej, która w postaci darowizn przekazuje Muzeum obiekty wartościowe pod względem historyczno-dokumentacyjnym oraz artystycznym. Jest to również miara aktywności zespołu Muzeum, który poprzez umiejętne działania promocyjne, aktywne poszukiwania oraz realizowane zakupy pozyskuje nowe obiekty. Zadaniem zespołu jest również opracowanie naukowe każdego z pozyskanych przedmiotów. Dzięki temu dziesiątki tysięcy obiektów stały się źródłem wiedzy o przeszłym i aktualnym życiu miasta i jego mieszkańców.

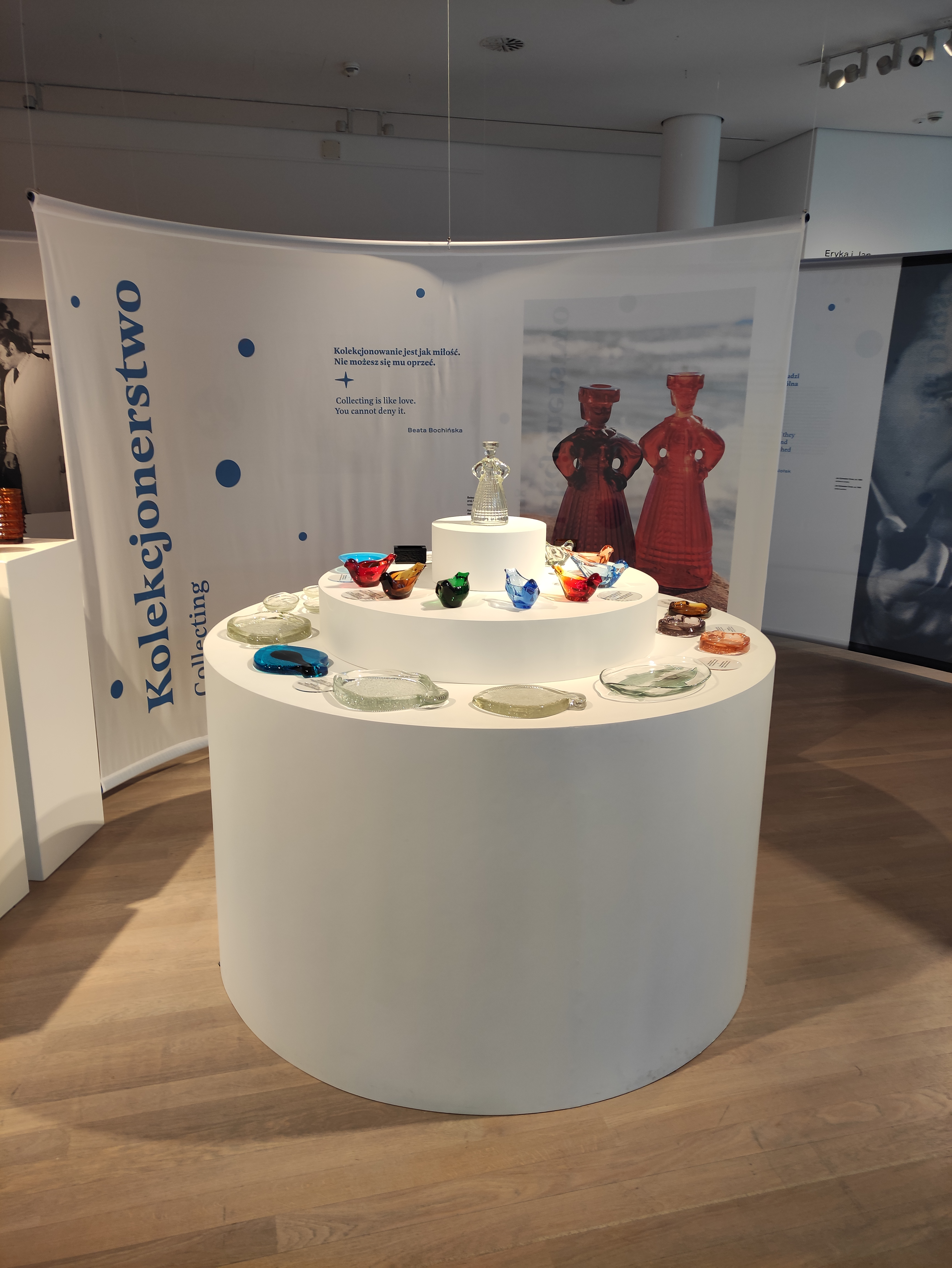
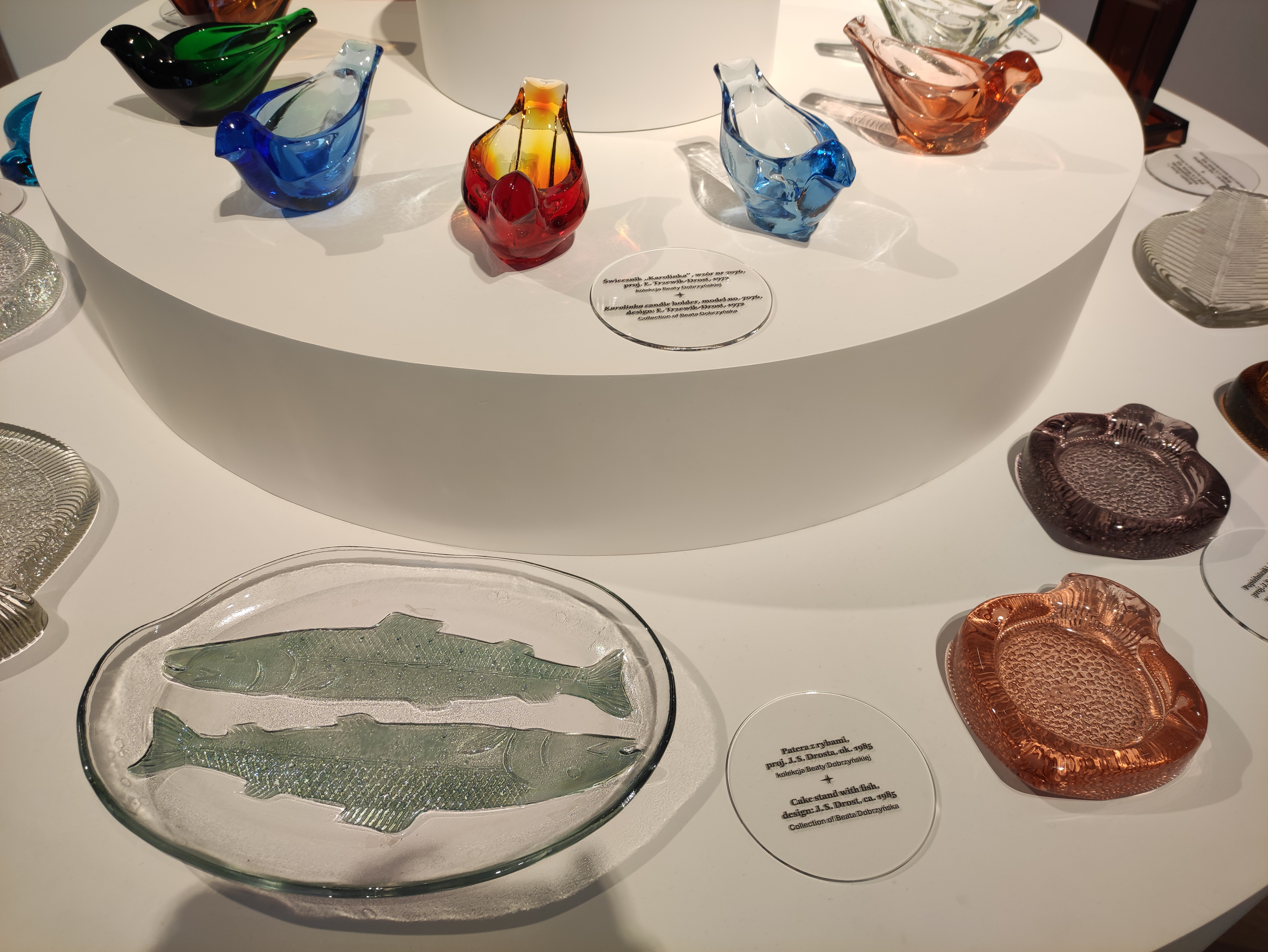
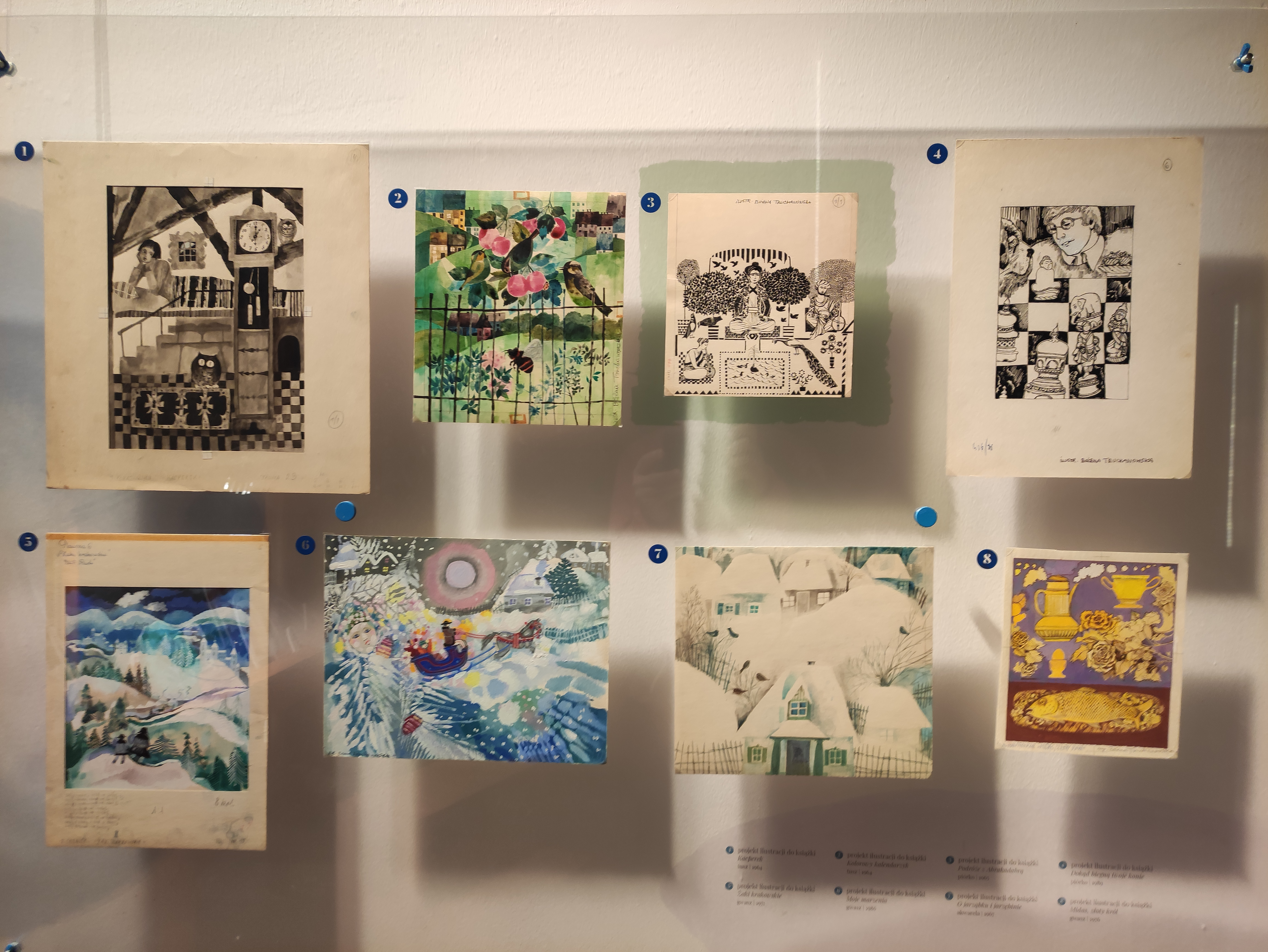
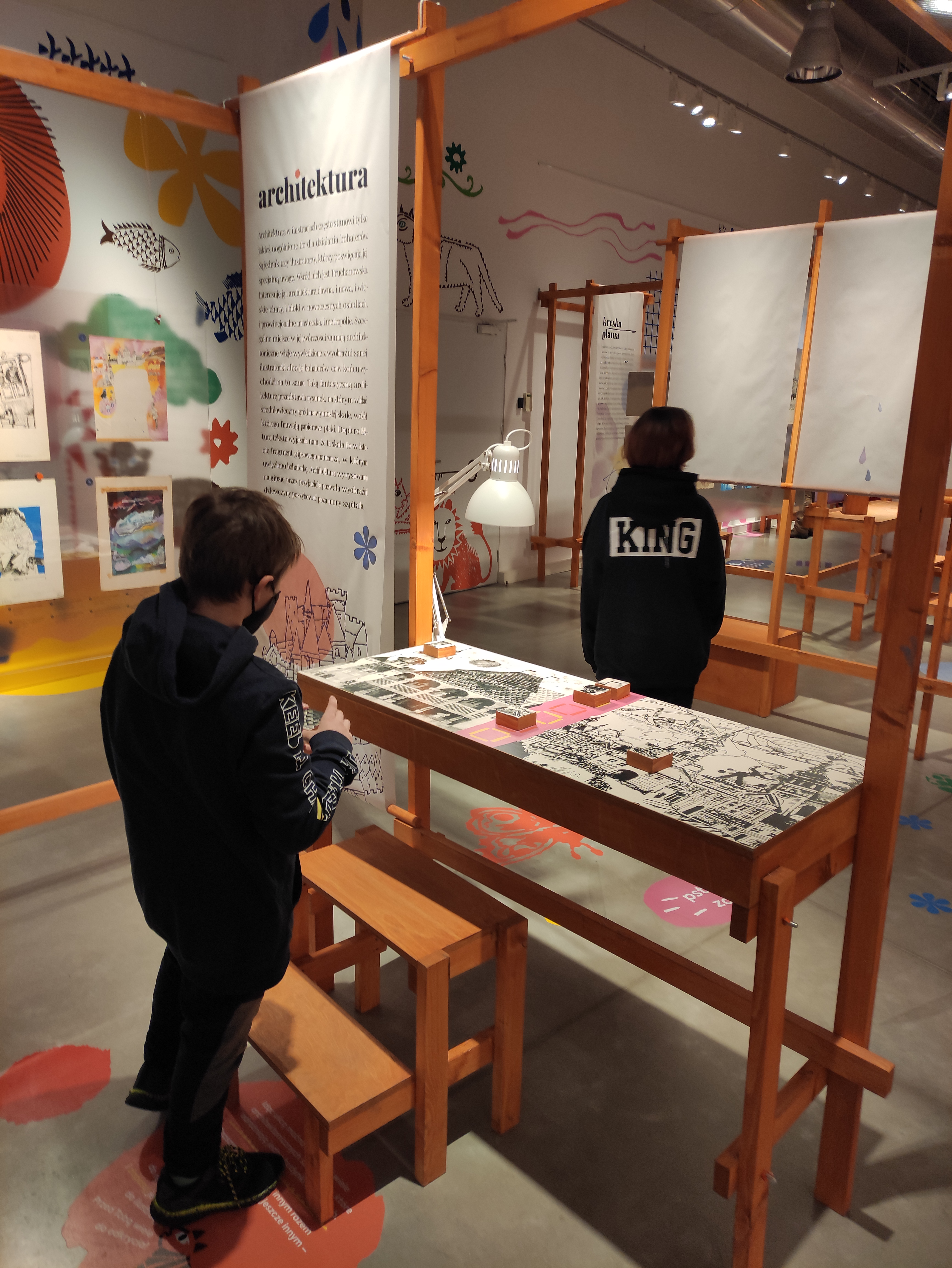
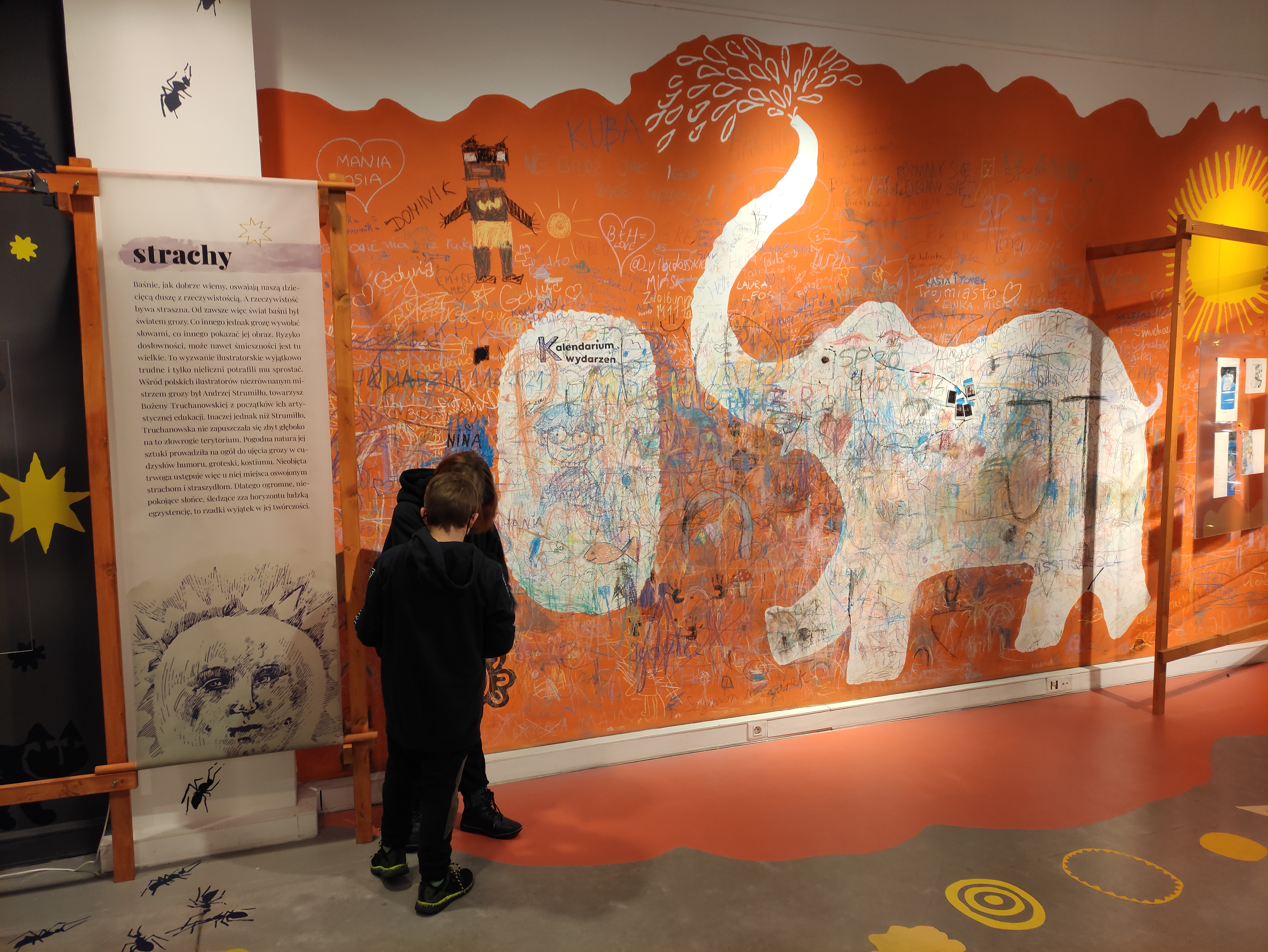
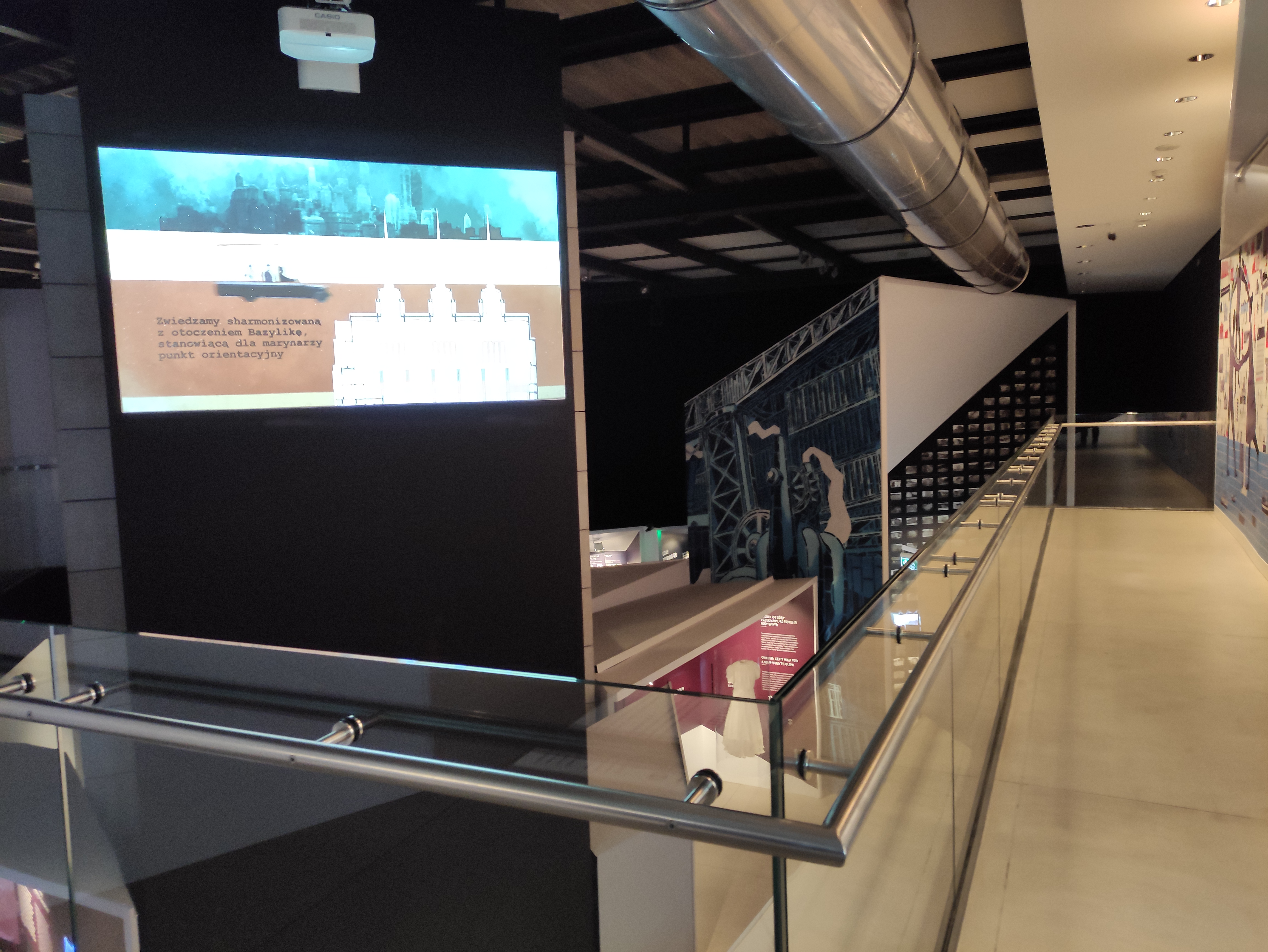

## Archiwum Cyfrowe "Gdynia w sieci"
Muzeum Miasta Gdyni prowadzi archiwum cyfrowe Gdynia w Sieci. Celem archiwum jest digitalizacja zbiorów Muzeum Miasta Gdyni i ich udostępnienie szerokiemu gronu odbiorców. Projekt umożliwił stworzenie infrastruktury technicznej do digitalizacji, opracowanie i archiwizację zbiorów w formie cyfrowej oraz udostępnienie obiektów w atrakcyjnej formie poprzez wirtualne muzeum i interaktywną mapę Gdyni. Wizerunki obiektów udostępnione na stronie Gdynia w sieci stanowiące zasób Wirtualnego Muzeum Miasta Gdyni udostępniane są na licencji wskazanej na karcie każdego z obiektów.

## Nagrody
W 2022 roku Muzeum Miasta Gdyni otrzymało najważniejszą w Polsce muzealniczą nagrodę w konkursie na Wydarzenie Muzealne Roku Sybilla 2021 w kategorii "Edukacja" za projekt "Rok Tadeusza Wendy w Gdyni", którego koordynatorem był Dawid Gajos.

## Struktura
Muzeum posiada następujące działy:
- Dział Historyczny
- Dział Sztuki
- Dział Projektów
- Ośrodek Edukacji
- Ośrodek Badań nad Gdynią
- Dział Głównego Inwentaryzatora
- Dział Wydawnictw
- Dział Komunikacji i Promocji
- Dział Księgowości
- Dział Administracyjno-Organizacyjny
- Biblioteka[10]

## Dyrektorzy
- Wojciech Zieliński[11] (1983–1988)
- Stefania Lemańska (1988–1998)
- Dagmara Płaza-Opacka (1998–2013)
- Jacek Friedrich (2013–2020)
- Karin Moder (od 2020; do 2021 p.o.)